# Malý Horeš
Malý Horeš, do roku 1948 Malý Gýreš (maďarsky Kisgéres nebo Kis-Géres) je obec na Slovensku. Nachází se v Košickém kraji, v okrese Trebišov.
Katastr obce má rozlohu 19,21 km² a nachází se v nadmořské výšce 99 m; na území obce je chráněné ptačí území Medzibodrožie. V obci žilo k 31. 12. 2011 celkem 1115 obyvatel.
Je zde mateřská škola s vyučovacím jazykem maďarským a základní škola s vyučovacím jazykem maďarským.

## Historie
Obec Malý Horeš byla poprvé písemně zmíněna v roce 1214. Obec byla součástí Uherska, po uzavření Trianonské smlouvy se stala součástí Československa. V důsledku první vídeňské arbitráže byla v letech 1938 až 1945 součástí Maďarska. V letech 1945 až 1992 byla obec opět součástí Československa.

## Družební obce
- Csaroda, Maďarsko
- Újszentiván, Maďarsko
- Hercegkút, Maďarsko
- Rétközberencs, Maďarsko[8]